# 해럴드 스미스 (다이빙 선수)

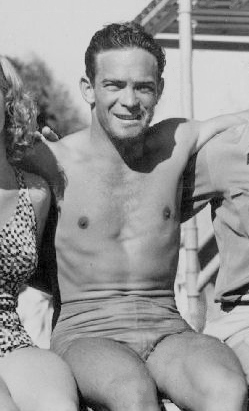

해럴드 S. 스미스(Harold S. Smith, 1909년 2월 19일 ~ 1958년 3월 8일)는 미국의 다이빙 선수였다.
캘리포니아주 온타리오에서 태어났다.
1928년 암스테르담 올림픽에 처음 참가하여 3m 스프링보드 종목에서 4위를 하다가, 4년 후 로스앤젤레스 올림픽에서 3m 스프링보드 은메달은 물론 10m 플랫폼 종목에서 금메달을 획득하였다.
제2차 세계 대전 중에 해병대 대위로 복무하였고, 그 후에 팜스프링스와 산타바바라에 있는 고급 호텔들에서 수영장 매니저로 일하였다.
1979년 국제 수영 명예의 전당에 헌액되었다.